# 牛華勇
牛華勇是現任北京外國語大學國際商學院院長，出生于中國山東省德州市。中央財經大學經濟學硕士，中國人民大學經濟學博士。北京外国语大学南方研究院执行院长，北京外国语大学G20研究中心执行主任，北京外国语大学国际互联网研究中心主任、全国国际商务专业学位研究生教育指导委员会委员。北京大学光华管理学院金融学专业学者。

## 學歷
- 山東經濟學院（現山東財經大學）財政金融系，財政學（稅收）專業，經濟學學士
- 中央財經大學財政系，財政學（企業財務）專業，經濟學碩士
- 中國人民大學商學院，產業經濟學專業，經濟學博士[2]

## 經歷
- 2012年11月 - 現在 北京外國語大學國際商學院院長[3]
- 2007年1月 - 2012年11月 北京外國語大學國際商學院副院長
- 2001年9月 - 2007年 01月 北京外國語大學国際商学院行政主任
- 1997年9月 - 1998年8月 山東省財政局

## 論文・出版・报道
- The Moderating Effects of Foreign Retailers on the Optimization of China’s Retailing Structure（外資零售對中國零售業態結構優化的調節效應）[4]
- The Influencing Mechanism of Internet Financialization on Commercial Bank(互聯網金融對商業銀行的影響機制研究--基於新實證產業組織視角)[5]